# Liatris savannensis
Liatris savannensis là một loài thực vật có hoa trong họ Cúc. Loài này được Kral & G.L.Nesom mô tả khoa học đầu tiên năm 2003.